# لئونارد پاتریک هاروی
لئونارد پاتریک هاروی (به انگلیسی: Leonard Patrick Harvey) (مختصر L. P. Harvey؛ متولد ۲۵ فوریه ۱۹۲۹ - درگذشت ۴ اوت ۲۰۱۸) مورخ و استاد دانشگاه بریتانیایی بود. او کرسی تدریس اسپانیایی در دانشگاه آکسفورد بین سال‌های ۱۹۵۶ تا ۱۹۵۸ و دانشگاه ساوت‌همتون بین سال‌های ۱۹۵۸ تا ۱۹۶۰ و کالج کوئین مری دانشگاه لندن بین سال‌های ۱۹۶۰ تا ۱۹۶۳ را داشت و بین سال‌های ۱۹۶۳ تا ۱۹۷۳ رئیس دپارتمان اسپانیایی کالج کوئین مری شد. او در سال ۱۹۶۷ رسماً هیئت علمی دانشگاه شد. او در سال ۱۹۸۳ استاد زبان اسپانیایی کالج کینگز دانشگاه لندن شد تا اینکه در سال ۱۹۹۰ بازنشسته گشت.